# Maleisië op de Olympische Zomerspelen 1964
Maleisië nam deel aan de Olympische Zomerspelen 1964 in Tokio, Japan. Het was de eerste deelname van het land nadat het in 1963 was ontstaan uit de samenvoeging van Malaya, Noord-Borneo, Sarawak en Singapore. Singapore zou zich in 1965 van de Federatie afscheiden.

## Deelnemers en resultaten
(m) = mannen, (v) = vrouwen 

### Atletiek
| Olympiër                                                           | Discipline             | Resultaat | Prestatie                                                                    |
| ------------------------------------------------------------------ | ---------------------- | --------- | ---------------------------------------------------------------------------- |
| Mani Jegathesan                                                    | 100m (m)               | 24e       | serie 7: 3de in 10,6 kwartfinale 3: 5de in 10,6                              |
| Mani Jegathesan                                                    | 200m (m)               | 14e       | serie 5: 2de in 20,9 kwartfinale 1: 3de in 21,4 halve finale 2: 8ste in 21,2 |
| Ramasamy Subramaniam                                               | 800m (m)               | 45e       | serie 3: 8ste in 1.58,5                                                      |
| Ramasamy Subramaniam                                               | 1500m (m)              | 32e       | serie 1: 10de in 3.59,4                                                      |
| Kuda Ditta                                                         | 110m horden (m)        | 32e       | serie 4: 6de in 15,17                                                        |
| Karu Selvaratnam                                                   | 400m horden (m)        | 30e       | serie 4: 7de in 53,8                                                         |
| Dilbagh Singh Kler                                                 | 3000m steeplechase (m) | 28e       | serie 3: 10de in 9.18,8                                                      |
| Canagasabai Kunalan John Daukom Mani Jegathesan Mazlan Hamzah      | 4x100m (m)             | 17e       | serie 1: 6de in 41,4                                                         |
| Karu Selvaratnam Kuda Ditta Mohamed Abdul Rahman Victor Asirvatham | 4x400m (m)             | 16e       | serie 3: 6de in 3.17,6                                                       |
| Nashatar Singh Sidhu                                               | speerwerpen (m)        | 25e       | kwalificatie: 25ste met 51,63m                                               |
|                                                                    |                        |           |                                                                              |
| Mary Rajamani                                                      | 400m (v)               | 18e       | serie 3: 6de in 57,8                                                         |

### Boksen
| Olympiër             | Discipline  | Resultaat | Prestatie                                                                    |
| -------------------- | ----------- | --------- | ---------------------------------------------------------------------------- |
| Jumaat Ibrahim       | -51kg (m)   | 17e       | 1ste ronde: V van GHA Shittu: knock-out                                      |
| Gopalan Ramakrishnan | -63,5kg (m) | 17e       | 1ste ronde: vrij 2de ronde: V van IRI Dashti: scheidsrechterlijke beslissing |

### Gewichtheffen
| Olympiër         | Discipline  | Resultaat | Prestatie                                                                               |
| ---------------- | ----------- | --------- | --------------------------------------------------------------------------------------- |
| Chua Phung Kim   | -56kg (m)   | 17e       | drukken: 17de met 90kg trekken: 12de met 95kg stoten: 17de met 122,5kg totaal: 307,5kg  |
| Chung Kum Weng   | -60kg (m)   | 10e       | drukken: 8ste met 110kg trekken: 17de met 92,5kg stoten: 9de met 132,5kg totaal: 335kg  |
| Boo Kim Siang    | -67,5kg (m) | 19e       | drukken: 19de met 97,5kg trekken: 16de met 102,5kg stoten: 17de met 135kg totaal: 335kg |
| Tan Howe Liang   | -75kg (m)   | 11e       | drukken: 5de met 130kg trekken: 15de met 115kg stoten: 10de met 155kg totaal: 400kg     |
| Lim Hiang Kok    | -82,5kg (m) | DNF       | niet gefinisht                                                                          |
| Leong Chim Seong | -90kg (m)   | DNF       | niet gefinisht                                                                          |

### Hockey
| Olympiër | Discipline | Resultaat | Prestatie |
| --- | ---------- | --------- | --- |
| Ho Koh Chye Kandiah Anandarajah Manikam Shanmuganathan Michael Arulraj Doraisamy Munusamy Lawrence van Huizen Douglas Nonis Chelliah Paramalingam Tara Singh Sindhu Koh Hock Seng Rajaratnam Yogeswaran Arumugam Sabapathy Ranjit Singh Gurdit Kunaratnam Alagaratnam Lim F | mannen     | 9e        | groep B: 5de W van Hongkong: 4-1 V van Spanje: 0-3 G van België: 3-3 G van Duitsland: 0-0 V van India: 1-3 V van Nederland: 0-2 W van Canada: 3-1 |

| Groep B |           |             |             |             |             |            |            |            |        |
| #       | Land      | Wedstrijden | Wedstrijden | Wedstrijden | Wedstrijden | Doelpunten | Doelpunten | Doelpunten | Punten |
| #       | Land      | G           | W           | G           | V           | V          | T          | Saldo      | Punten |
| 1       | India     | 7           | 5           | 2           | 0           | 18         | 4          | +14        | 12     |
| 2       | Spanje    | 7           | 4           | 3           | 0           | 16         | 3          | +13        | 11     |
| 3       | Duitsland | 7           | 2           | 5           | 0           | 9          | 4          | +5         | 9      |
| 4       | Nederland | 7           | 4           | 1           | 2           | 20         | 4          | +16        | 9      |
| 5       | Maleisië  | 7           | 2           | 2           | 3           | 11         | 13         | -2         | 6      |
| 6       | België    | 7           | 2           | 2           | 3           | 10         | 13         | -3         | 6      |
| 7       | Canada    | 7           | 1           | 0           | 6           | 5          | 25         | -20        | 2      |
| 8       | Hongkong  | 7           | 0           | 1           | 6           | 3          | 26         | -23        | 1      |

| Datum      | Ronde | Plaats    | Land | Score     | Land |
| ---------- | ----- | --------- | ---- | --------- | ---- |
| Groepsfase |       |           |      |           |      |
| 11 oktober | Tokio | Maleisië  | 4-1  | Hongkong  |      |
| 12 oktober | Tokio | Spanje    | 3-0  | Maleisië  |      |
| 14 oktober | Tokio | Maleisië  | 3-3  | België    |      |
| 15 oktober | Tokio | Maleisië  | 0-0  | Duitsland |      |
| 17 oktober | Tokio | India     | 3-1  | Maleisië  |      |
| 18 oktober | Tokio | Nederland | 2-0  | Maleisië  |      |
| 18 oktober | Tokio | Maleisië  | 3-1  | Canada    |      |

### Judo
| Olympiër          | Discipline | Resultaat | Prestatie                        |
| ----------------- | ---------- | --------- | -------------------------------- |
| Kanapathy Moorthy | -80kg (m)  | 61e       | 1ste ronde groep A: 2de (1-1)    |
| Ang Teck Bee      | +80kg (m)  | DNS       | 1ste ronde groep D: niet gestart |

### Schermen
| Olympiër        | Discipline | Resultaat | Prestatie                      |
| --------------- | ---------- | --------- | ------------------------------ |
| Ronnie Theseira | degen (m)  | 60e       | 1ste ronde groep A: 8ste (0-7) |
| Ronnie Theseira | floret (m) | 55e       | 1ste ronde groep H: 7de (0-6)  |
| Ronnie Theseira | sabel (m)  | 50e       | 1ste ronde groep B: 7de (0-6)  |

### Schietsport
| Olympiër       | Discipline                 | Resultaat | Prestatie   |
| -------------- | -------------------------- | --------- | ----------- |
| Wong Foo Wah   | 50m geweer 3 houdingen (m) | 52e       | 1019 punten |
| Tang Peng Choi | 50m geweer liggend (m)     | 53e       | 582 punten  |
| Dennis Filmer  | 50m geweer liggend (m)     | 66e       | 574 punten  |
| Kok Kum Woh    | 50m pistool (m)            | 49e       | 498 punten  |
| Loh Ah Chee    | 25m snelvuurpistool (m)    | 52e       | 495 punten  |
| Yap Pow Thong  | trap (m)                   | 50e       | 140 punten  |
| Yap Pow Thong  | trap (m)                   | 36e       | 178 punten  |

### Wielersport
| Olympiër                                                | Discipline                    | Resultaat | Prestatie                                 |
| Baan                                                    | Baan                          | Baan      | Baan                                      |
| ------------------------------------------------------- | ----------------------------- | --------- | ----------------------------------------- |
| Ng Joo Pong                                             | tijdrit (m)                   | 24e       | 1.20,68                                   |
| Tjow Choon Boon                                         | individuele achtervolging (m) | 21e       | 1ste ronde: V van IND Sokhi               |
| Arulraj Rosli Choy Mow Thim Kamsari Salam Ng Joo Pong   | ploegenachtervolging (m)      | 16e       | 1ste ronde: V van Uruguay: niet gefinisht |
| Weg                                                     |                               |           |                                           |
| Michael Andrew                                          | wegwedstrijd (m)              | DNF       | niet gefinisht                            |
| Lim Stephen                                             | wegwedstrijd (m)              | 72e       | 4:39.51,83                                |
| Supaat Hamid                                            | wegwedstrijd (m)              | DNF       | niet gefinisht                            |
| Zain Safarrudin                                         | wegwedstrijd (m)              | DNF       | niet gefinisht                            |
| Arulraj Rosli Choy Mow Thim Ng Joo Pong Tjow Choon Boon | ploegentijdrit (m)            | 32e       | 3:11.47,02                                |

### Worstelen
| Olympiër       | Discipline  | Resultaat   | Prestatie                                                        |
| Vrije stijl    | Vrije stijl | Vrije stijl | Vrije stijl                                                      |
| -------------- | ----------- | ----------- | ---------------------------------------------------------------- |
| Liang Soon Hin | -52kg (m)   | 20e         | 1ste ronde: V van GRE Zafeiropoulos 2de ronde: V van IRI Heidari |
| Tham Kook Chin | -70kg (m)   | 20e         | 1ste ronde: V van BUL Valchev 2de ronde: V van FIN Savolainen    |

### Zwemmen
| Olympiër                                              | Discipline            | Resultaat | Prestatie               |
| ----------------------------------------------------- | --------------------- | --------- | ----------------------- |
| Tan Thuan Heng                                        | 100m vrije slag (m)   | 53e       | serie 2: 7de in 58,7    |
| Tan Thuan Heng                                        | 400m vrije slag (m)   | 36e       | serie 7: 7de in 4.38,2  |
| Tan Thuan Heng                                        | 1500m vrije slag (m)  | 23e       | serie 1: 6de in 18.24,2 |
| Michael Eu                                            | 200m rugslag (m)      | 33e       | serie 1: 7de in 2.35,8  |
| Michael Eu                                            | 200m schoolslag (m)   | 27e       | serie 5: 7de in 2.46,2  |
| Bernard Chan                                          | 200m vlinderslag (m)  | 29e       | serie 3: 6de in 2.26,6  |
| Bernard Chan Cheah Tong Kim Michael Eu Tan Thuan Heng | 4x100m wisselslag (m) | 14e       | serie 1: 7de in 4.29,3  |
|                                                       |                       |           |                         |
| Jovina Tseng                                          | 100m vrije slag (v)   | 43e       | serie 6: 7de in 1.13,9  |
| Jovina Tseng                                          | 400m vrije slag (v)   | 31e       | serie 4: 8ste in 5.46,0 |
| Jovina Tseng                                          | 100m rugslag (v)      | 30e       | serie 1: 7de in 1.20,7  |
| Marny Jolly                                           | 200m schoolslag (v)   | 24e       | serie 3: 7de in 3.11,0  |
| Molly Tay                                             | 100m vlinderslag (v)  | 30e       | serie 1: 7de in 1.23,0  |

Afghanistan · Algerije · Argentinië · Australië · Bahama's · België · Bermuda · Birma · Bolivia · Brazilië · Brits-Guiana · Bulgarije · Cambodja · Canada · Ceylon · Chili · Colombia · Congo-Brazzaville · Costa Rica · Cuba · Denemarken · Dominicaanse Republiek · Duits eenheidsteam · Ethiopië · Filipijnen · Finland · Frankrijk · Ghana · Griekenland · Groot-Brittannië · Hongarije · Hongkong · Ierland · IJsland · India · Irak · Iran · Israël · Italië · Ivoorkust · Jamaica · Japan · Joegoslavië · Kameroen · Kenia · Libanon · Liberia · Libië · Liechtenstein · Luxemburg · Madagaskar · Maleisië · Mali · Marokko · Mexico · Monaco · Mongolië · Nederland · Nederlandse Antillen · Nepal · Nieuw-Zeeland · Niger · Nigeria · Noord-Rhodesië · Noorwegen · Oeganda · Oostenrijk · Pakistan · Panama · Peru · Polen · Portugal · Puerto Rico · Roemenië · Senegal · Sovjet-Unie · Spanje · Taiwan · Tanganyika · Thailand · Trinidad en Tobago · Tsjaad · Tsjecho-Slowakije · Tunesië · Turkije · Uruguay · Venezuela · Verenigde Arabische Republiek · Verenigde Staten · Vietnam · Zuid-Korea · Zuid-Rhodesië · Zweden · Zwitserland